# Burgbergturm (Frankenhardt)
Der Burgbergturm ist ein 30 Meter hoher Aussichtsturm des Schwäbischen Albvereins. Er steht auf dem 534,8 m ü. NHN hohen Burgberg auf der Markung Frankenhardt nördlich von dessen Ortsteil Oberspeltach. Ebenfalls auf dem Burgberg befinden sich eine Gaststätte sowie ein Rast- und Spielplatz.
Der ursprüngliche Turm wurde 1885 vom Verschönerungsverein Crailsheim unter dem damaligen Vorstand, Revierförster Paradeis, erbaut. Die Baukosten des ursprünglich nur als Notbehelf geplanten Turmes betrugen 1000 M.

## Geschichte
- 1748: Bau eines Försterhauses
- 28. September 1885: Eröffnung des Turms, der auf das bestehende Forsthaus aufgesetzt wurde. Der Turm war nur als Notbehelf gedacht.
- 1904: Zusammenschluss des Verschönerungsvereins und der Albvereins-Ortsgruppe Crailsheim zum Burgberg-Comité. In den darauffolgenden Jahren Planungen für einen 40 m hohen Turm. Allerdings konnten die Baukosten in Höhe von 20.300 Mark nicht aufgebracht werden.
- Pfingsten 1932: Eröffnung eines Wanderheims im Forsthaus auf dem Burgberg. Dies wurde im Zweiten Weltkrieg teilweise vom Fliegerhorst Crailsheim belegt.
- April 1945: Das Gebäude wird von Brandbomben getroffen und brennt völlig ab.
- 1955: Errichtung eines 16 Meter hohen, hölzernen Vermessungssignals, das als provisorische Aussichtswarte diente.
- 1960/61: Bau des heutigen Turms mit 146 Stufen. Beteiligt am Bau waren: Direktor Georg Fahrbach, Gauobmann Wilhelm Andrassy, Architekt Brüninghaus (Crailsheim), Fa. Karl Berger aus Altenmünster, Holzbaufirma Speer & Gscheidel (Crailsheim).
- 11. April 1960: Richtfest am neuen Turm.
- 7. Mai 1961: Einweihung des neuen Turmes
- 1975: Vergrößerung der Gaststätte und Errichtung eines Unterstehraums. Einweihung 29. August 1976.
- 2001: Renovierung des Turmes anlässlich des Albvereinsfests in Crailsheim. Die Wand im Eingangsbereich wurde von den Künstlern Gerhard Frank, Rainer Herold und Ernst-Hans Stutz mit dem Albvereinsemblem aus Muschelkalk, Sandstein und Stahl gestaltet. Der farbige Hintergrund stellt Wege dar, den Horizont bilden die drei Kaiserberge Hohenstaufen, Stuifen und Rechberg.
- 2022: Wiedereröffnung der Gaststätte am Fuße des Turms. Pächter ist die Lebenshilfe Crailsheim e.V.[3]

## Beschreibung
Der Burgbergturm ist ein auf quadratischem Grundriss stehender 30 Meter hoher Holzturm, der oberhalb des Werksteinsockels bis unterhalb der Aussichtsebene mit rautenförmigen roten Fassadenplatten verkleidet ist. Im Erdgeschoss ist er an drei Seiten durch eine Gaststätte und einen Unterstehraum erweitert. Im Innern des Turms führt eine Holztreppe, die im oberen Bereich als Wendeltreppe angelegt ist, über 146 Stufen zur geschlossenen Aussichtsplattform. Die vier zu den Haupthimmelsrichtungen weisenden Fensteröffnungen der Plattform können mit vertikal verschiebbaren Holzläden verschlossen werden, auf denen jeweils handgemalte Orientierungstafeln angebracht sind. Von hier bietet sich ein sehr guter Rundumblick.

## Aussichtspanorama
- Westen: Blick über die Limpurger Berge zum Einkorn und bis hin zu den Waldenburger Bergen.
- Norden: Nördlich des Turmes erstreckt sich die Hohenloher Ebene, durchzogen von Jagst-, Bühler- und Kochertal.
- Osten: Blick über Crailsheim und die Hardt bis zum markanten Hesselberg östlich von Dinkelsbühl.
- Süden: Keuperbergland der Ellwanger Berge mit dem Hohenberg und dem Schönenberg, Ellwanger Schloss bis zur steil aufragenden Schwäbischen Alb vom Ipf über die Kapfenburg, den Rosenstein, Stuifen, Hohenstaufen bis zur Teck.[4]